# Stoidis
Stoidis Simon, 1901 è un genere di ragni appartenente alla famiglia Salticidae.

## Distribuzione
Le tre specie oggi note di questo genere sono diffuse in America centrale e meridionale; sono tutti endemismi: in particolare, uno sull'isola Mona, una nelle isole Saint Vincent e Grenadine e una in Venezuela.

## Tassonomia
A dicembre 2010, si compone di tre specie:
- Stoidis placida Bryant, 1947 — Isola Mona (Porto Rico)
- Stoidis pygmaea (Peckham & Peckham, 1893)[2] — Isole Saint Vincent e Grenadine (Piccole Antille)
- Stoidis squamulosa Caporiacco, 1955 — Venezuela